# Les Luthiers unen canto con humor (1999)
Les Luthiers unen canto con humor es la grabación que se realizó el sábado 30 de enero de 1999 en Teatro Auditorium (Mar del Plata, Buenos Aires, Argentina). Se realizaron estas funciones especiales en Mar Del Plata para realizar la filmación de este espectáculo

## Contenido
- El regreso del indio
- Manuel Darío
- Así hablaba Sali Baba
- El negro quiere bailar
- San Ictícola de los peces
- A la playa con Mariana
- Perdónala
- Fronteras de la ciencia
- Vote a Ortega